# لغة إنجليزية مبسطة
الإنجليزية الأساسية (Basic English) وهي اخصارًا لـ للغة الإنجليزية البريطانية الأمريكية العلمية الدولية والتجارية (British American Scientific International and Commercial English) وقد يُطلق عليها "الإنجليزية البسيطة" (Simple English). هي لغة تعتمد على اللغة الإنجليزية أنشأها اللغوي والفيلسوف تشارلز كاي أوغدن كلغة مساعدة دولية، وكمساعدة في تدريس اللغة الإنجليزية كلغة ثانية. اللغة الإنجليزية المبسطة هي في جوهرها مجموعة فرعية مبسطة من اللغة الإنجليزية العادية. تم تقديمها في كتاب Ogden's Basic English: A General Introduction with Rules and Grammar. كتب أول عمل عن اللغة الإنجليزية المبسطة رجلان إنجليزيان هما إيفور ريتشاردز من جامعة هارفارد وتشارلز كاي أوغدن من جامعة كامبريدج في إنجلترا.
اكتسبت لغة أوغدن المبسطة، ومفهوم اللغة الإنجليزية المبسطة، أكبر دعاية لها بعد انتصار الحلفاء في الحرب العالمية الثانية كوسيلة للسلام العالمي. حيث كان مقتنعًا بأن العالم بحاجة إلى القضاء على لغات الأقليات تدريجيًا واستخدام لغة واحدة فقط قدر الإمكان، وهي الإنجليزية إما بشكل بسيط أو كامل. وهناك كتاب معروف على نطاق واسع صدر في عام 1933 يتحدث عن هذا، وهو عمل خيال علمي يتنبأ عن التاريخ حتى عام 2106 بعنوان شكل الأشياء القادمة كتبه هربرت جورج ويلز. في هذا العمل الخيالي، تعتبر اللغة الإنجليزية المبسطة هي اللغة البينية لعالم المستقبل، وهو عالم تمكنت فيه حكومة استبدادية عالمية بعد نضالات طويلة من توحيد البشرية وإجبار الجميع على تعلمها كلغة ثانية.
على الرغم من أن اللغة الإنجليزية المبسطة لم يتم تضمينها في برنامج، فقد تم وضع تبسيط مماثل للاستخدامات الدولية المختلفة. روج إيفور آرمسترونج ريتشارد، الذي كان مساعدًا لـ أوغدن لاستخدامها في المدارس في الصين. وقد أثرت في إنشاء صوت أمريكا بالإنجليزية الخاصة لبث الأخبار، واللغة الإنجليزية التقنية المبسطة، وهي لغة أخرى تعتمد على اللغة الإنجليزية ومصممة لكتابة الكتيبات الفنية.
ما تبقى من اللغة الإنجليزية المبسطة لأوغدين هو قائمة من 850 كلمة أساسية، والتي تستخدم كمفردات للمبتدئين في اللغة الإنجليزية ويجري تدريسها في جميع أنحاء العالم، وخاصة في آسيا.

## مبادئ التصميم
حاول Ogden تبسيط اللغة الإنجليزية مع إبقائها طبيعية للمتحدثين الأصليين، من خلال تحديد قيود القواعد grammar والمفردات الصغيرة التي يتم التحكم فيها والتي تستخدم إعادة الصياغة على نطاق واسع. وعلى وجه الخصوص، سمح أوغدن بـ 18 فعلًا فقط، والتي أطلق عليها اسم «عوامل التشغيل» "operators". تقول «المقدمة العامة»، «لا توجد» أفعال«في اللغة الإنجليزية المبسطة»، مع افتراض أنه، نظرًا لأن استخدام الاسم في اللغة الإنجليزية واضح جدًا ولكن استخدام الفعل/الاقتران ليس كذلك، فإن حذف الأفعال سيكون تبسيطًا مرحبًا به.

## قوائم الكلمات
تتضمن قوائم كلمات Ogden «جذور الكلمات» فقط، والتي يتم تمديدها عمليًا بمجموعة محددة من اللواحق ومجموعة كاملة من الصيغ المسموح بها لأي كلمة متاحة (اسم، ضمير، أو مجموعة محدودة من الأفعال). يمكن مطالعة الـ 850 كلمة الأساسية للغة الإنجليزية المبسطة في قائمة الكلمات الإنجليزية المبسطة في ويكاموس. هذا النواة تكفي نظريًا للحياة اليومية. ومع ذلك، ذكر أوجدن أن أي طالب يجب أن يتعلم قائمة إضافية مكونة من 150 كلمة للعمل اليومي في مجال معين، عن طريق إضافة قائمة من 100 كلمة مفيدة بشكل خاص في مجال عام (على سبيل المثال، العلوم، الأعمال، إلخ)، جنبًا إلى جنب. مع قائمة مكونة من 50 كلمة من مجموعة فرعية أكثر تخصصًا من هذا المجال العام، فنتجت مفردات أساسية مكونة من 1000 كلمة للعمل والحياة اليومية.
علاوة على ذلك، افترض أوجدن أن أي طالب يجب أن يكون بالفعل على دراية (وبالتالي يمكنه فقط مراجعة) مجموعة فرعية أساسية من حوالي 200 كلمة «دولية». لذلك، يجب أن يتخرج طالب المستوى الأول بمفردات أساسية تبلغ حوالي 1200 كلمة. يمكن أن تحتوي المفردات الأساسية العامة الواقعية على حوالي 2000 كلمة (الـ 850 كلمة الأساسية، بالإضافة إلى 200 كلمة دولية، و1000 كلمة للمجالات العامة للتجارة والاقتصاد والعلوم). وهذا يكفي لمستوى اللغة الإنجليزية «القياسي». تمثل هذه المفردات المكونة من 2000 كلمة «ما يجب أن يعرفه أي متعلم». في هذا المستوى يمكن للطلاب البدء في التحرك بمفردهم.
تُستخدم قائمة كلمات Ogden's Basic English 2000 وقائمة كلماتVoice of America's Special English 1500 كقواميس لـ ويكيبيديا الإنجليزية المبسطة.

## القواعد
تتضمن اللغة الإنجليزية المبسطة قواعد نحوية بسيطة لتعديل أو دمج كلماتها البالغ عددها 850 كلمة للتحدث عن معاني إضافية (الاشتقاق الصرفي أو التصريف). تستند القواعد النحوية إلى اللغة الإنجليزية، ولكنها أبسط بكثير.
- تتشكل صيغ الجمع بإضافة -s أو أشكال ذات الصلة مثل -es أو -ies، كما هو الحال في drinks المشروبات، و boxes صناديق، أو countries البلدان.
- تتشكل الأسماء مع النهايات -er (كما في teacher المدرس) أو -ing (مثل building المبنى).
- تتشكل الصفات مع النهايات -ing (boiling الغليان) أو -ed (mixed مختلطة).
- يمكن تشكيل الظروف عن طريق إضافة -ly (على سبيل المثال tightly بإحكام) إلى الكلمات التي تسميها اللغة الإنجليزية المبسطة «الصفات» "qualities" (الصفات التي تصف الأشياء).
- الكلمات more (أكثر) وmost تستخدم للمقارنة (على سبيل المثال more complex أكثر تعقيدا)، ولكن -er و-est قد تظهر في الاستعمال الشائع (cheaper أرخص).
- يمكن تشكيل النفي بـ un- (unwise غير حكيم).
- يتم استخدام كلمة do في الأسئلة، كما هي في اللغة الإنجليزية (Do you have some? هل لديك بعض؟).
- يستخدم كل من الضمائر وما تسميه اللغة الإنجليزية المبسطة «معاملات» "operators" (مجموعة من عشرة أفعال) الأشكال المختلفة الموجودة لديهم في اللغة الإنجليزية (على سبيل المثال ، I go to him أذهب إليه، He goes to me يذهب إليَّ).
- يمكن تكوين الكلمات المركبة من خلال الجمع بين اسمين (مثل soapbox علبة الصابون) أو اسم وحرف جر، والتي تسميها اللغة الإنجليزية المبسطة «التوجيهات» "directives" مثل (sunup ارتفاع الشمس).
- الكلمات الدولية، الكلمات المتطابقة أو المتشابهة في اللغة الإنجليزية واللغات الأوروبية الأخرى (مثل radio الراديو)، يُستخدم النموذج الإنجليزي. تُستخدم النماذج الإنجليزية أيضًا للأرقام أو التواريخ أو النقود أو القياسات.
- يجب كتابة أي مصطلحات تقنية أو مفردات خاصة مطلوبة لمهمة ما بفواصل مقلوبة ثم شرحها في النص باستخدام كلمات من مفردات اللغة الإنجليزية المبسطة (على سبيل المثال ، 'vocabulary' is the list of words وتعني: «المفردات» هي قائمة الكلمات).

## النقد
مثل جميع اللغات المساعدة الدولية (أو IALs)، قد يتم انتقاد اللغة الإنجليزية المبسطة لأنها تستند حتمًا إلى التفضيلات الشخصية، وبالتالي، للمفارقة، فهي خلافية بطبيعتها. علاوة على ذلك، مثل جميع IALs القائمة على اللغة الطبيعية، فإن اللغة الإنجليزية المبسطة عرضة للنقد لأنها منحازة بشكل غير عادل تجاه مجتمع المتحدثين الأصليين باللغة الإنجليزية.
جرى انتقاد اللغة الإنجليزية المبسطة عند استخدامها كوسيلة مساعدة في التدريس للغة الإنجليزية كلغة ثانية بسبب اختيار المفردات الأساسية والقيود النحوية.
في عام 1944، نشر خبير القراءة رودولف فليش مقالاً في مجلة هاربر، «ما مدى بساطة اللغة الإنجليزية المبسطة؟» الذي قال فيه: «إنها ليست بسيطة، وليست إنجليزية». جوهر شكواه هو أن المفردات محدودة للغاية، ونتيجة لذلك، ينتهي النص بأن يكون محرجًا وأكثر صعوبة من اللازم. كما يجادل بأن الكلمات في المفردات الأساسية تم اختيارها عشوائياً، ويلاحظ أنه لم تكن هناك دراسات تجريبية تظهر أنها جعلت اللغة أبسط.
قارن كلود شانون في بحثه عام 1948 بعنوان «نظرية رياضية للتواصل» بين المفردات المحدودة للغة الإنجليزية المبسطة مع عمل جيمس جويس فينيجانز ويك، وهو عمل مشهور بمفردات واسعة. يلاحظ شانون أن نقص المفردات في اللغة الإنجليزية المبسطة يؤدي إلى مستوى عالٍ جدًا من التكرار، في حين أن مفردات جويس الكبيرة «يُزعم أنها تحقق ضغطًا للمحتوى الدلالي».